# Unió de Centredreta
La Unió de Centredreta (en lituà: Centro dešinės sąjunga, CDS), anteriorment conegut com a Llibertat i Justícia (Laisvė ir Teisingumas, PLT) i Unió de Llibertat Lituana (Liberals) (Lietuvos Laisvės), és un partit liberal conservador euroescèptic de Lituània.

## Història
El partit es va fundar originalment com a Unió de Llibertat Lituana (Liberals) el 12 de juliol de 2014, quan la Unió Centrista i Liberal i el partit minoritari Sí - Renaixement de la Pàtria i Perspectiva (TAIP) es van fusionar. El líder de TAIP, Artūras Zuokas, va esdevenir líder del nou partit. A les eleccions municipals de 2015, el partit va obtenir el 4,91% dels vots. El seu millor rendiment va ser al nord-est de Lituània. A les eleccions parlamentàries de 2016 , el partit va obtenir el 2,16% dels vots en una circumscripció plurinominal, mantenint-se en l'àmbit extraparlamentari.
Al juny de 2020 el partit Ordre i Justícia i el moviment de l'exdiputat Arturas Paulauskas "Endavant, Lituània" es van fusionar amb el partit, modificant el seu nom a Llibertat i Justícia i obtenint així representació a la Seimas amb dos diputats. Tanmateix, a les eleccions parlamentàries del 2020 només Remigijus Žemaitaitis va conservar el seu escó. El 19 de maig de 2023, Llibertat i Justícia va cancel·lar la pertinença de Žemaitaitis al partit a causa de comentaris antisemites.
El partit va aconseguir recuperar representació a la Seimas després de les eleccions parlamentàries de 2024, quan el líder del partit, Artūras Zuokas, va obtenir una circumscripció uninominal a Vílnius. El partit va ser rebatejat com a Unió de Centredreta el maig de 2025, amb el nom adoptat durant el congrés del partit el 31 de maig de 2025.

## Resultats electorals

### Eleccions legislatives
| Any  | Líder                 | Vots   | %          | Escons  | +/– | Govern            |
| ---- | --------------------- | ------ | ---------- | ------- | --- | ----------------- |
| 2016 | Artūras Zuokas        | 27,274 | 2.23 (#9)  | 0 / 141 | Nou | Extraparlamentari |
| 2020 | Remigijus Žemaitaitis | 23,355 | 2.06 (#11) | 1 / 141 | 1   | Oposició          |
| 2024 | Artūras Zuokas        | 9,367  | 0.77 (#14) | 1 / 141 | =   | Oposició          |

### Parlament Europeu
| Any  | Líder              | Vots   | %          | Escons | +/– | Grup |
| ---- | ------------------ | ------ | ---------- | ------ | --- | ---- |
| 2019 | Artūras Zuokas     | 24,143 | 1.92 (#14) | 0 / 11 | Nou | –    |
| 2024 | Artūras Paulauskas | 8,458  | 1.25 (#15) | 0 / 11 | =   | –    |